# Зомбита 2
„Зомбита 2“ (на английски: Zombies 2) е американски музикален и танцов оригинален филм на „Дисни Ченъл“, който е излъчен премиерно на 14 февруари 2020 г. Като продължение на оригиналния филм на „Дисни Ченъл“ – „Зомбита“ през 2018 г., във филма участват Майло Манхейм и Мег Донъли, които играят съответно зомбито Зед и мажоретката Адисън. Режисьор на филма е Раул Хоен, сценарият е на Дейвид Лайт и Джоузеф Расо, а продуцент е Мери Пантелидис. Снимките на филма започват на 27 май 2019 г. и приключват в Торонто на 15 юли 2019 г.
Продължението – „Зомбита 3“, е пуснат през 2022 г.

## Актьорски състав
- Майло Манхейм – Зед
- Мег Донъли – Адисън
- Тревър Торджман – Бъки
- Кайли Ръсел – Елиза
- Карла Джефри – Брий
- Чандлър Кини – Уила
- Пиърс Джоза – Уайът
- Ариел Мартин – Уинтър
- Кингстън Фостър – Зоуи
- Джеймс Годфри – Бонзо
- Наоми Шниекус – директор Лий
- Тони Напо – Зевон
- Джазмин Рене Томас – Стейси
- Емилия Маккарти – Лейси
- Ноа Зулфикар – Джейси
- Пол Хопкинс – Дейл
- Мари Уорд – Миси
- Джонатан Лангдън – Треньорът

## Продължение
Третият и последен филм от поредицата – „Зомбита 3“ е обявен на 22 март 2021 г. Снимките се проведоха в Торонто на 31 май 2021 г. Премиерата на филма е в стрийминг платформата „Дисни+“ на 15 юли 2022 г., а по-късно се излъчва по телевизонния канал „Дисни Ченъл“ на 12 август.

## В България
В България филмът е излъчен по локалната версия на „Дисни Ченъл“ с нахсинхронен дублаж, записан в „Доли Медия Студио“.
| Роля            | Изпълнител               |
| --------------- | ------------------------ |
| Зед             | Виктор Танев             |
| Адисън          | Мина Костова             |
| Бъки            | Росен Русев              |
| Елиза           | Елисавета Господинова    |
| Брий            | Августина-Калина Петкова |
| Миси            | Ася Рачева               |
| Уайът Дейл      | Петър Бонев              |
| Зевон Треньорът | Иван Велчев              |